# Wapen van Nij Altoenae

Wapen van Nij Altoenae

Het wapen van Nij Altoenae is het dorpswapen van het Nederlandse dorp Nij Altoenae, in de Friese gemeente Waadhoeke. Het wapen werd in 2010 geregistreerd.

## Beschrijving
De blazoenering van het wapen in het Fries luidt als volgt:
yn grien in fersmelle dwersbalke, loftsboppe beselskippe fan in klaver en fan ûnderen fan twa nôtieren, pleatst as in omkearde keper, mei de stâlen oer elkoar hinne lein, alles fan goud; in read kanton, belein mei twa gouden salmen.
De Nederlandse vertaling luidt als volgt: 
in groen een versmalde dwarsbalk, linksboven vergezeld van een klaver en van onderen van twee korenaren, geplaatst als een omgekeerde keper, met de stelen over elkaar heen gelegen, alles fan goud; een rood vrijkwartier, belegd met twee gouden zalmen.
De heraldische kleuren zijn: sinopel (groen), goud (goud) en keel (rood).

## Symboliek
- Gouden dwarsbalk: symbool voor de Oudebildtdijk waar het dorp aan gelegen is. De gouden kleur duidt op de oude naam "gouden hoep" van de dijk.[2]
- Klaverblad: symbool voor de landbouw.[2]
- Korenaren: verwijzen eveneens naar de landbouw.[2]
- Vrijkwartier: opgenomen in Hollandse kleuren als verwijzing naar de Hollandse arbeiders die het Bildt ingepolderd hebben. Het vrijkwartier toont het wapen van het Land van Altena in omgekeerde kleuren als verwijzing naar de plaatsnaam van het dorp.[2]

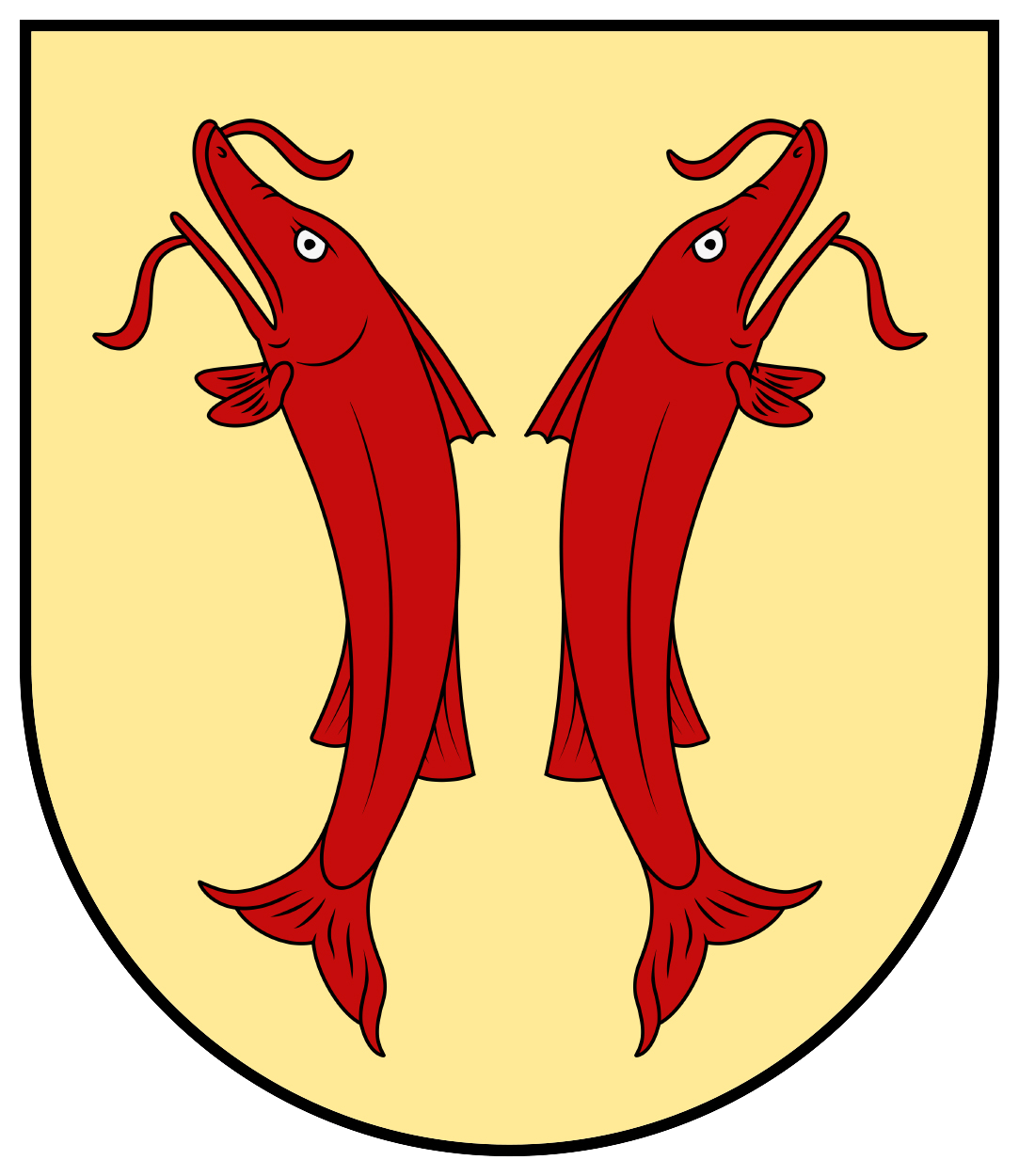
Het wapen van het Land van Altena.

## Zie ook

Vlag van Nij Altoenae